# Schizoporella tetragona
Schizoporella tetragona is een mosdiertjessoort uit de familie van de Schizoporellidae. De wetenschappelijke naam van de soort is voor het eerst geldig gepubliceerd in 1848 door Reuss.